# Wet van de drie stadia
De wet van de drie stadia is een begrip uit de filosofie. 
De wet werd geformuleerd door Auguste Comte - een denker die vaak als de grondlegger van de sociologie als wetenschappelijke discipline wordt beschouwd. De wet vormt in feite een meer gedetailleerde uitwerking van het positivistische gedachtegoed van zijn leermeerster Claude Henri de Rouvroy, (graaf van) Saint-Simon. 
De wet gaat uit van de positivistische "wet van de vooruitgang", en heeft betrekking op de evolutie van het menselijke denken. Dat verloopt volgens Comte in drie stadia:
1. Het theologische stadium, waarin de verklaring voor verschijnselen gezocht wordt in bovennatuurlijke krachten.
2. Het metafysische stadium, waarin bovennatuurlijke verklaringen vervangen worden door abstracte begrippen zodat Ziel en Rede als verklaringsgrond overblijven, zoals bij Hobbes en Freud.
3. Het positieve stadium, waarin verschijnselen verklaard worden door andere verschijnselen. Men gaat op zoek naar relaties tussen de verschijnselen, die men dan in wetten probeert te gieten. Comte ziet hierin een programmaverklaring voor de sociologie als wetenschap.

Nog volgens Comte, biedt deze wet de basis voor een rangschikking van wetenschappen. De indeling berust dan op het beginsel van afnemende algemeenheid en toenemende ingewikkeldheid. De eenvoudigste en meest abstracte wetenschappen (de wiskunde is hier het voorbeeld bij uitstek) bereiken het eerst het positieve stadium, gevolgd door wetenschappen die in toenemende mate complex en concreet zijn. Comte beschouwt de sociologie om die reden als het sluitstuk van alle wetenschappen.
Hij wordt algemeen als stichter van het positivisme beschouwd: een wetenschap die een antwoord wil bieden op alle waarom-vragen (godsdienstig) en alle hoe-vragen (wetenschap) door deze vragen aan elkaar gelijk te stellen. 
De wet van de drie stadia wordt in de filosofie nauwelijks nog onderschreven. Terwijl wetenschap over de hele wereld verspreid is, is het theologische en metafysische denken niet verdwenen. Er zijn bijvoorbeeld ook veel gelovige wetenschappers, een fenomeen dat niet goed samengaat met Comtes wet. Ook het idee dat de wet een vorm van vooruitgang in kaart brengt krijgt veel kritiek. Gelovige en vooral polytheïstische en animistische culturen worden door het vooruitgangsidee van deze wet als primitief en onderontwikkeld afgeschilderd.